# Aigondigné
Aigondigné község Franciaország Új-Aquitania régiójában, Deux-Sèvres megyében. Új községként 2019. január 1-jén jött létre Aigonnay, Sainte-Blandine és Mougon-Thorigné községek egyesítésével. Az egyesüléskor az új község lélekszáma 4896 főre nőtt.
Mougon-Thorigné korábban, 2017. január 1-jén jött létre Mougon és Thorigné község egyesítésével.

## Népesség
| Lakosok száma | 4747 | 4703 | 4677 | 4683 | 4660 | 4685 |
|               | 2017 | 2018 | 2019 | 2020 | 2021 | 2022 |